# Raión de Mantúrovo
El raión de Mantúrovo (ruso: Манту́ровский райо́н) es un distrito administrativo y municipal (raión) ruso perteneciente a la óblast de Kursk. Se ubica en el sureste de la óblast. Su capital es Mantúrovo.
En 2021, el raión tenía una población de 11 375 habitantes.
El raión es limítrofe al sur con la óblast de Bélgorod. Su territorio es completamente rural.

## Subdivisiones
Comprende 63 localidades rurales. A efectos de autogobierno local (descentralización), se agrupan en siete asentamientos rurales, que reciben el nombre tradicional de selsovet (сельсовет), y que son los siguientes:
- 2-e Zaseimye
- Kúskino
- Mantúrovo (la capital)
- Ostánino
- Repets (sede del ayuntamiento en Zaoskolye)
- Seim
- Yástrebovka

El actual mapa de autogobierno local data de varias fusiones de ayuntamientos que tuvieron lugar en 2010. Sin embargo, a efectos de división territorial de los órganos internos federales y de la óblast (desconcentración), se sigue dividiendo en los diecinueve gobiernos locales que se habían definido en 2004, y que crearon sus ayuntamientos conforme a dicho mapa en 2006. Los doce selsovety que siguen existiendo como áreas administrativas, pero desde 2010 sin ayuntamiento, son:

- Puzachi (integrado en Kúskino)
- Rogovoye (integrado en Kúskino)
- Bolshiye Butyrki (integrado en Ostánino)
- Repetskaya Plata (integrado en Ostánino)
- Svinets (integrado en Mantúrovo)
- 1-e Zaseimye (integrado en Mantúrovo)
- Zarechye (integrado en Repets)
- Stuzhen (integrado en Yástrebovka)
- Krutyye Verji (integrado en Yástrebovka)
- Krivets (integrado en Seim)
- Gushchino (integrado en 2-e Zaseimye)
- Miasnianka (integrado en 2-e Zaseimye)